# Paradrymonia lacera
Paradrymonia lacera  (лат.) — вид цветковых растений рода Парадримония (Paradrymonia) семейства Геснериевые (Gesneriaceae). Эндемик Эквадора. Обитает в тропических и субтропических влажных горных лесах. Хотя вид, возможно, исчез в дикой природе, он выращивается в культуре.